# Vườn quốc gia Brisbane Water
Vườn quốc gia Brisbane Water là một vườn quốc gia ở bang New South Wales, Úc, cách thành phố Sydney 47 km về phía bắc.
Vườn quốc gia này có diện tích 114,73 km², được thành lập ngày 1.10.1967. Trong vườn có rất nhiều đường đi bộ thú vị, thay đổi từ tương đối bằng phẳng tới gồ ghề. Một đường đi bộ dễ tới bằng phương tiện giao thông công cộng là đường đi tới hang Pindar (Pindar Cave) ở dốc bên trên ga đường sắt Wondabyne - một trạm ngừng theo yêu cầu trên tuyến đường sắt Bờ biển miền Trung New South Wales.